# Evil Eye
Evil Eye is een nummer van de Schotse alternatieve rockband Franz Ferdinand uit 2013. Het is de derde single van hun vierde studioalbum Right Thoughts, Right Words, Right Action.
"Evil Eye" gaat, zoals de titel al doet vermoeden, over het boze oog en het alziend oog, iets waar frontman Alex Kapranos rond die tijd erg in geïnteresseerd was. "Mijn vader is Grieks en in veel Mediterraanse culture hebben ze de traditie van het boze oog", aldus Kapranos. Het nummer bereikte geen hitlijsten in het Verenigd Koninkrijk en Nederland, maar in Vlaanderen werd het wel een klein succesje met een 7e positie in de Tipparade.